# 't Coll
 't Coll is een buurtschap  in de gemeente Eindhoven in de Nederlandse provincie Noord-Brabant. De buurtschap ligt iets ten oosten van Tongelre.
Centrum: Binnenstad · De Bergen · Fellenoord · Universiteitsterrein

Gestel: Oud-Gestel · Oud Kasteel · Rozenknopje

Stratum: Oud-Stratum · Kortonjo · Putten

Strijp: Oud-Strijp · Halve Maan · Meerhoven

Tongelre: Oud-Tongelre · De Laak · Doornakkers

Woensel-Noord: Ontginning · Achtse Molen · Aanschot · Dommelbeemd

Woensel-Zuid: Oud-Woensel · Erp · Begijnenbroek

Dorpen: Acht      
Buurtschappen: Bokt · 't Coll · Gennep · Heistraat · Nieuw Acht · buurt Riel/ buurtschap Riel · Sliffert · Urkhoven

Noord-Brabant: Steden en dorpen      Nederland: Provincies · Gemeenten